# اعترافات نیمه‌شب
اعترافات نیمه‌شب (به فرانسوی: Confession de minuit) جلد اول از رمان ۵ جلدی به نام ماجرای سالاوان  (به فرانسوی: Vie et Aventures de Salavin) می‌باشد که توسط ژرژ دوامل، نویسندهٔ اهل فرانسه نوشته شده‌است. این کتاب یکی از آثار مشهور ادبی جهان است.